# 国道82号線 (韓国)
国道82号線(こくどう82ごうせん、ハングル: 국도 제82호선)は京畿道平沢市浦升邑から同道の華城市楊甘面をつなぐ大韓民国の一般国道である。また、この道路は総延長が31.18kmの、大韓民国で最も短い国道路線である。

## 歴史
- 1996年7月1日 : 2000年代の交通需要に対処するため、国道第82号線を新たに新設する。

## 通過する自治体
- 京畿道
  - 平沢市
  - 華城市

## 交差する道路
高速道路
- 西海岸高速道路
- 平沢-始興高速道路

国道
- 国道38号線 (韓国)（朝鮮語版）
- 国道39号線 (韓国)
- 国道43号線 (韓国)（朝鮮語版）
- 国道77号線[1]

## 道路名
- 京畿道 : 全線に浦昇郷南路(포승향남로)を指定している。